# Ōsuka
Ōsuka (大須賀町, Ōsuka-chō) est un ancien bourg situé dans le district d'Ogasa (préfecture de Shizuoka) au Japon.

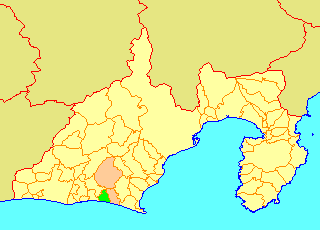
Emplacement d'Ōsuka dans la préfecture de Shizuoka

Le 1er avril 2005, Ōsuka fusionne avec le bourg de Daitō, situé également dans le district d'Ogasa, pour former la ville de Kakegawa.
Au cours de l'époque d'Edo, Ōsuka est le centre du domaine de Yokosuka. Le bourg est formé en 1956 par la fusion de l'ancienne ville de Yokosuka avec le village d'Obuchi. À l'époque de la fusion qui aboutit à la création de Kakegawa, la population de la ville est de 12 369 habitants pour une densité de 367 personnes par km². La superficie totale est de 33,71 km². 
Les principaux produits de l'agriculture locale sont le thé vert, les melons et les fraises. 

## Source
- (en) Cet article est partiellement ou en totalité issu de l’article de Wikipédia en anglais intitulé « Ōsuka, Shizuoka » (voir la liste des auteurs).